# 特罗佩阿
特罗佩阿（義大利語：Tropea），是意大利维博瓦伦蒂亚省的一个市镇。总面积3.2平方公里，人口6775人，人口密度2117.2人/平方公里（2009年）。
特罗佩阿是一个重要的海滨度假小镇，古老的市镇矗立在悬崖之上，而悬崖下面则绵延着美丽的沙滩。

## 友好城市

- 俄羅斯兹韦尼哥罗德 2012年